# باد فالدزيه
باد والدزي (بالألمانية: Bad Waldsee) هي مدينة، ، و بلدة ألمانية تقع في ألمانيا في بادن-فورتمبيرغ. يقدر عدد سكانها بـ 19,758 نسمة .

## المدن التوأمة
مدن باد الستر وباج-لو-شاتيل (أين) هي مدن توأمة لـباد والدزي.

## معرض صور

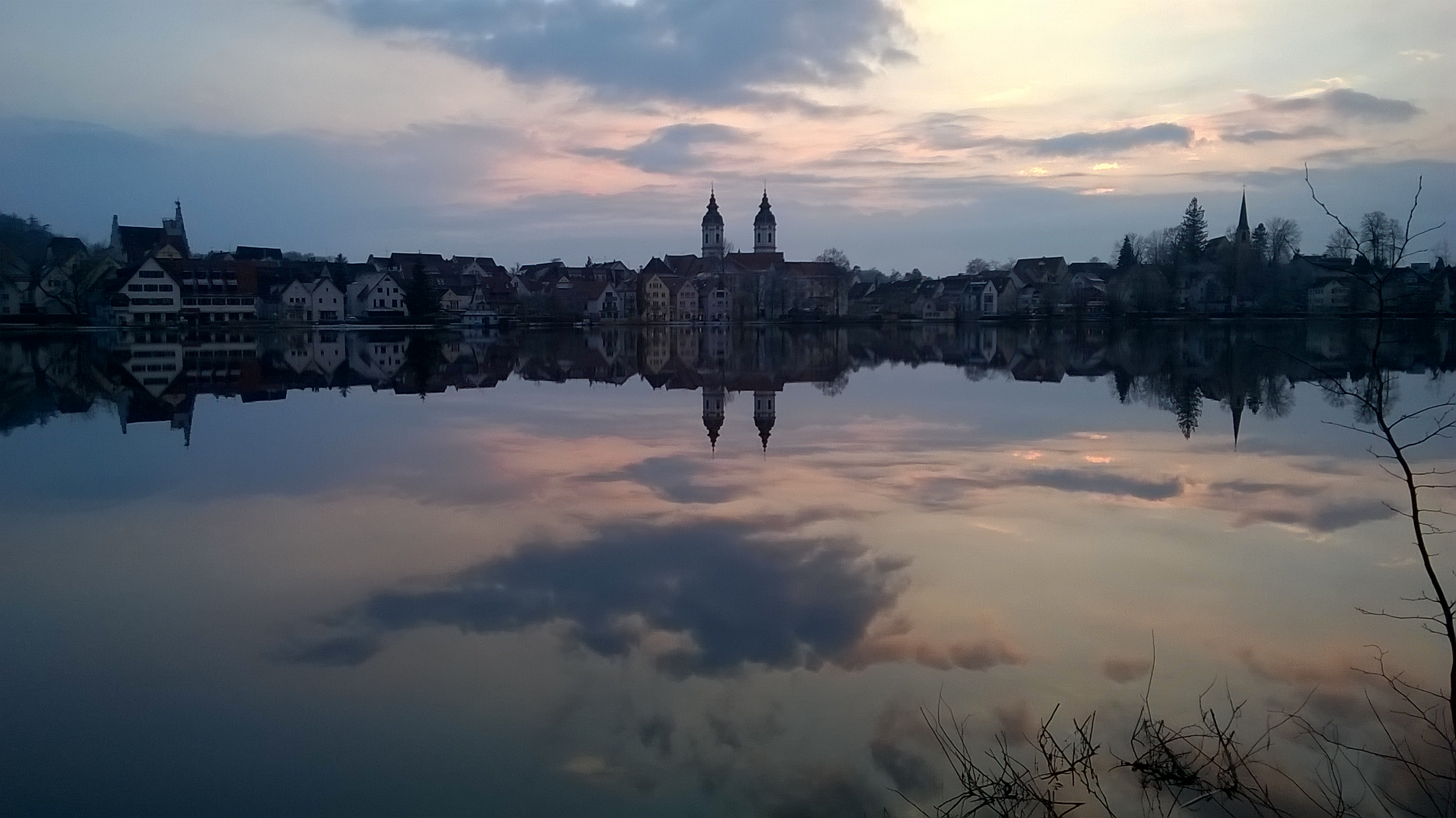
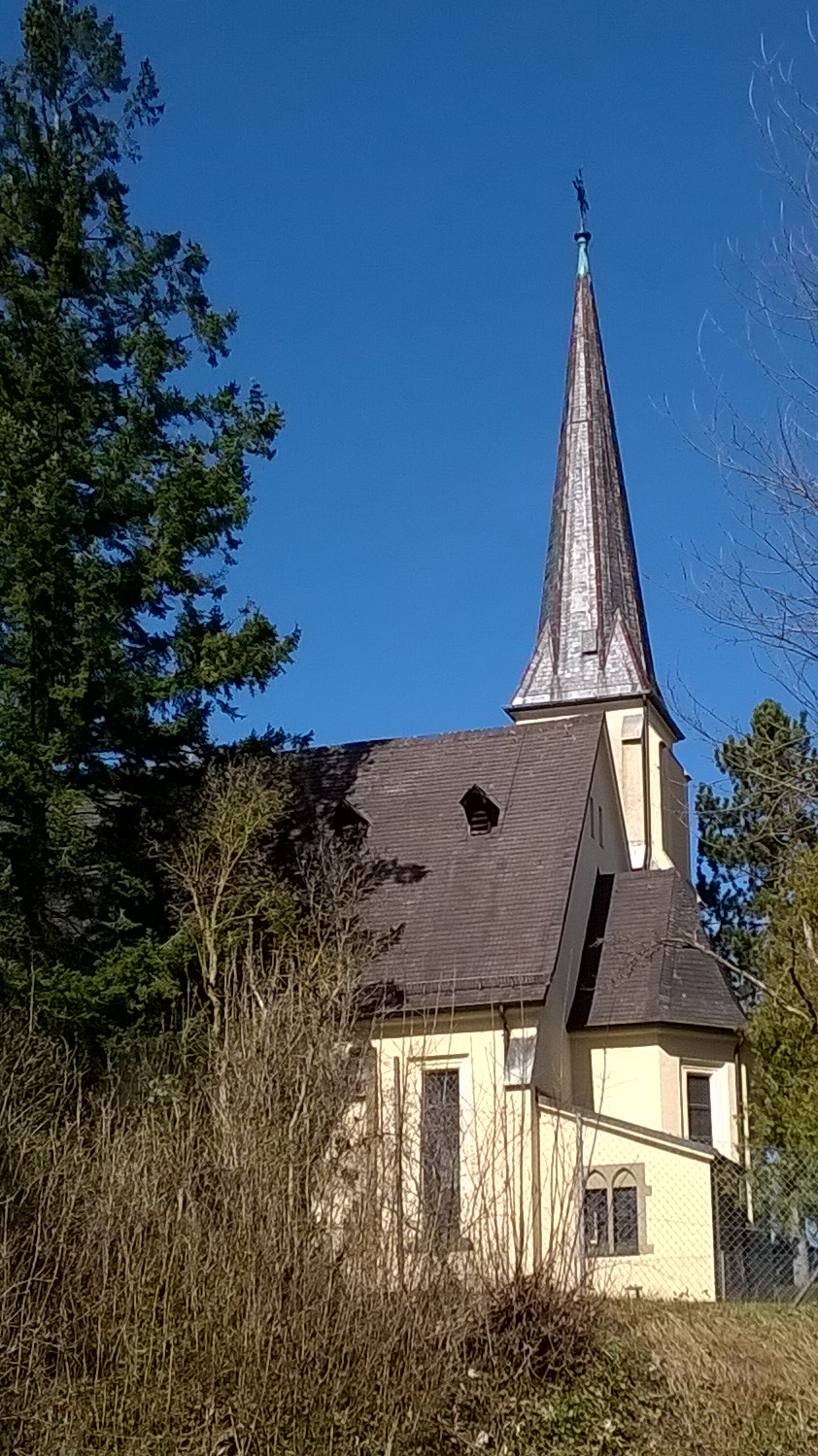
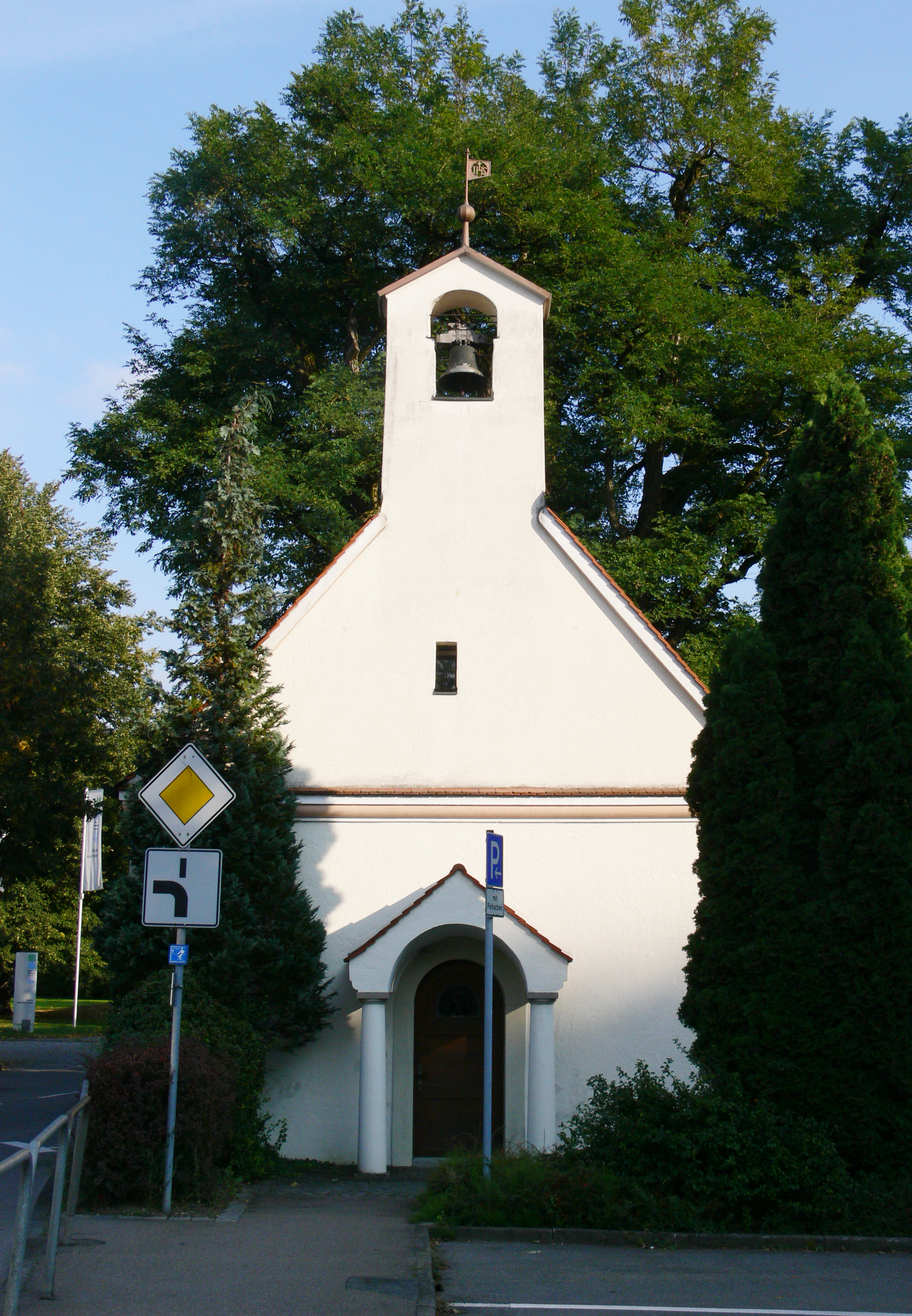

## أعلام
- جوسيف بوهلر
- لويس لانغ